# Mordella fulvopilosa
Mordella fulvopilosa es una especie de coleóptero de la familia Mordellidae. Fue descubierto en 1936.

## Distribución geográfica
Habita en Argentina.